# Класиране по медали от Летните олимпийски игри 1904
Класирането по медали от Летните олимпийски игри 1904 в Сейнт-Луис показва броя на победите на националните Олимпийски комитети по време на олимпийските състезания. Организаторите раздават 97 комплекта медали, толкова колкото е броят на състезанията, за които се борят 651 спортисти от 12 страни в периода от 1 юли до 23 ноември 1904 г. в общо 17 спорта.
Атлети от общо 10 нации успяват да спечелят поне един медал, оставяйки други 2 без отличие. Домакините от САЩ печелят най-много медали (242), спечелвайки най-много златни (79), сребърни (83) и бронзови (80) отличия на тази Олимпиада. Американският олимпийски отбор печели с такава смазваща преднина, защото в само 42 спортни събития участват атлети от други страни освен Щатите. Това се дължи на факта, че изключително малко спортисти от други страни успяват да дойдат най-вече поради финансови причини.
На тази Олимпиада за първи път започват да се присъждат златни медали и почетното класиране да включва 1-во, 2-ро и 3-то място. На тези Игри са допуснати едва 6 жени да се състезават, бройка по-малка от тази в Париж 1900.
Резултатите публикувани от МОК се базират на Официалния доклад, документ издаван от всеки Организационен комитет на Олимпийските игри. Едва от Игрите в Антверпен 1920 започва стриктно да се следи раздаването на медалите по нации, практика дотогава затруднена поради наличието на смесени отбори със състезатели от различни държави.

## Класиране
| Класиране по медали |                |       |        |       |      |
| No                  | Държава        | злато | сребро | бронз | общо |
| 1.                  | САЩ            | 79    | 83     | 80    | 242  |
| 2.                  | Германия       | 4     | 4      | 5     | 13   |
| 3.                  | Куба           | 4     | 2      | 3     | 9    |
| 4.                  | Канада         | 4     | 1      | 1     | 6    |
| 5.                  | Унгария        | 2     | 1      | 1     | 4    |
| 6.                  | Великобритания | 1     | 1      | 0     | 2    |
| -.                  | Смесен отбор   | 1     | 1      | 0     | 2    |
| 8.                  | Гърция         | 1     | 0      | 1     | 2    |
| 9.                  | Швейцария      | 1     | 0      | 1     | 2    |
| 10.                 | Австрия        | 0     | 0      | 1     | 13   |
|                     | Общо           | 97    | 93     | 93    | 283  |